# 이구침
이구침(李龜琛, 1514년 ~ 1592년)은 조선 중기의 무신, 군인으로 조선 정종의 7남 수도군 덕생의 4대손이다. 본관은 전주이다.
선전관(宣傳官)‧도총부도사(都摠府都事) 등을 거쳐 웅천현감(熊川縣監) 이 되었다 이후 육조낭청(六曹郞廳)‧경상우도수군절도사(慶尙右道水軍節度使)‧평안도병마절도사(平安道兵馬節度使) 등을 역임하고 임진왜란 때 순절하여 사후 증 병조판서(兵曺判書)에 추증되었다. 그의 외손자는 웅치 전투와 남원성 전투에서 활동한 이복남(李福男)이다.

## 생애
이구침은 한성부 태생으로 1514년 정종의 7남 수도군 덕생(守道君 德生)의 증손인 증 군산군 금손(群山君 金孫)의 아들로 태어났다. 어머니는 김맹서(金孟瑞)의 딸이다. 선전관에 재직 중 중종 31년(1536년) 왕명으로 홍문관 정자 이승효(李承孝), 검열 홍춘년(洪春年)등과 함께 성균관과 사학(四學)에 가서 7월 이후 유생들의 도기(到記)를 가져왔다.
이후 시관으로 무과를 주관하다가 시관(試官)으로서 사정을 쓴 일로 하여 체직당하였다. 1536년(중종 31) 임금으로부터 진법(陣法)에 대한 질문을 받았으나 대답을 하지 못하였다.
그 뒤 도총부 도사(都摠府都事)에 이르러 1543년(중종 38년) 사사로이 청탁을 받고 응시자의 편의를 봐주었다가 면직당했고, 이어 동서 정랑(正郞) 이영성(李永成)의 상사를 외면했다 하여 탄핵받고 면직된다. 사헌부는 '시관(試官)으로서 사정을 쓴 일로 하여 체직당한 지 얼마 안 되었는데 갑자기 정직(正職)에 서용했으니 자못 징계하는 뜻이 없습니다. 이뿐만이 아니라 고(故) 정랑(正郞) 이영성(李永成)은 바로 귀침의 동서(同壻)입니다. 그가 죽자 한번도 가보지 않았는가 하면 또 입관(入棺)하는 날에는 손님을 모아 잔치를 하는 등 방자하기 그지없었습니다. 동서 사이는 복이 없는 친척이기는 하지만 한집안의 초상이라고 할 만한데 길가는 사람 보듯 하였습니다. 그의 소행이 여기에 이르렀으므로 물론이 그르게 여깁니다. 파직시켜야 된다'며 탄핵하니, 왕이 허락하여 파면되었다.
그해 7월 24일 점마 별감(點馬別監)에 의망되었으나 사간원의 탄핵을 받고 체직되었다. 이후 육조 낭청(六曹郞廳)으로 명종 1년 1546년 9월 13일 의정부 사인(議政府舍人) 이세장(李世璋) 등과 함께 봉성군 이완을 탄핵하였으나 명종임금이 윤허하지 않았다.
1555년(명종 10) 1월 13일 인천부사로 부임, 동년 6월 16일 당상관으로 승진, 부산첨사(釜山僉使)로 전보되었다.
1558년(명종 13년) 가덕첨사(加德僉使), 1559년(명종 14년) 경상우도수군절도사로 나갔고, 동년 3월 6일 방비를 잘했다는 이유로 왕명으로 향표리(鄕表裏) 한 벌을 사급(賜給)받았다. 동년 5월 27일 직무태만으로 어사의 탄핵을 받았으나 마땅한 후임자가 없어 잉임되었다.
1561년(명종 16년) 7월 동지사(冬至使)로 명나라에 파견되는 사신으로 선발되고 7월 13일 왕의 특명으로 한자급 승자하였다. 8월 19일 호군(護軍)으로동지사가 되어 중국 북경(北京)에 파견되어 동지(冬至)를 하례하였다. 그 뒤 명종비 인순왕후 심씨의 외숙 이량이 전권을 잡자 그에게 아부하여 2품으로 승진했다. 사관들은 이량(李樑)에게 아첨하여 종이 상전을 섬기듯 하였다고 비꼬았다. 무수한 뇌물을 바쳐 그의 환심을 샀고, 그 인연으로 내전(內殿)에 붙어 갑자기 2품에 올랐다. 1562년(명종 17년) 가을 평안도병마절도사 겸 영변대도호부사로 부임했으나 명종 18년(1563년) 10월 1일 변경 지역의 방비에 책임을 다하지 않고, 백성들을 못살게 굴었다는 이유로 사헌부로부터 파직을 청하는 탄핵을 당한 뒤, 세 번 탄핵당하였으나 파직은 과하다는 왕의 특명으로 체직되었다.
이후 안주 목사(安州牧使)가 되었다가 1568년 3월 25일 유희춘, 대사간 백인걸 등이 만나 그가 전에 평안 병사(平安兵使)로 있을 때에, 탐욕을 부리고 방종하며 백성의 재물을 빼앗아 권문(權門)에 아부했다는 이유로 그 직을 파면시킬 것을 청하였다. 그뒤 잠시 공청도병마절도사를 지내기도 했다. 1572년(선조 5년) 임신 11월 13일 전라도병마절도사에 임명되었다. 선조 6년(1573년) 5월 2일 사간원의 탄핵을 받고 파직된다. '전라 병사(全羅兵使) 이귀침(李龜琛)이, 간원(諫院)이 교망(驕妄)하고 잔학하다고 아뢰어 탄핵하였기 때문에 파직되었다. 이후의 행적은 미상이다.
1592년(선조 25) 임진왜란 때 순절하였다. 사후 증 병조판서(兵曺判書)에 추증되었다.
묘소는 실전되었다. 아들 이종인은 내금위였다 김해부사 이 종인과는 아무런 연관이 없음

## 가계
- 고조고 : 수도군 이덕생(守道君 李德生)
- 증조고 : 풍산부정 외(豊山副正 人+畏)
- 조부 : 증 심곡도정 숙인(贈深谷都正 淑仁)
- 부친 : 군산군(群山君)

- 부인 : 제주고씨, 병사 고자겸(高自謙)의 딸
  - 아들 이종인(李宗仁) 내금위
  - 딸 : 전주이씨(李明福)
  - 사위 : 이준헌[(李遵憲, 우계인(羽溪人) 府使]
  - 딸 : 전주이씨(李盛福)
  - 사위 : 성응길[成應吉, 창령인(昌寧人) 武 兵使]
  - 딸 : 전주이씨(李興福)
  - 사위 : 송이민[宋以敏, 여산인(礪山人) 察訪]
  - 딸 : 전주이씨(李太福)
  - 사위 : 강효윤(姜孝胤, 縣令)
    - 외손녀 3

## 참고 문헌
- 중종실록
- 명종실록
- 선조실록